# Sarracín (kommunhuvudort)
Sarracín är en kommunhuvudort i Spanien.   Den ligger i provinsen Provincia de Burgos och regionen Kastilien och Leon, i den norra delen av landet, 200 km norr om huvudstaden Madrid. Sarracín ligger 861 meter över havet och antalet invånare är 303.
Terrängen runt Sarracín är huvudsakligen platt. Sarracín ligger nere i en dal. Runt Sarracín är det glesbefolkat, med 9 invånare per kvadratkilometer. Närmaste större samhälle är Burgos, 9,3 km norr om Sarracín. Trakten runt Sarracín består till största delen av jordbruksmark.